# Salavaux VD
Salavaux ist ein Dorf am nördlichen Rand der Broyeebene im Kanton Waadt, Schweiz, dessen südlicher Teil bis 2011 zur Gemeinde Constantine VD und dessen nördlicher Hauptteil zur Gemeinde Bellerive VD gehörte. Seit dem 1. Juli 2011 mit Inkrafttreten der Gemeindefusionen liegt Salavaux vollständig in der Gemeinde Vully-les-Lacs. Aufgrund der Lage am südlichen Ende des Murtensees sowie des Sandstrandes (Plage Salavaux) ein beliebter Ferienort.